# Hnutí Völkisch
Hnutí Völkisch (německy Völkische Bewegung) bylo německé hnutí aktivní od konce 19. století až doby Třetí říše, typické svým etnickým nacionalismem, pangermanismem a od počátku 20. století také narůstajícím antisemitismem. Termín völkisch znamená přibližně „lidový“ či „národní“, ale v celé šíři svých významů je nepřeložitelný.
Hnutí vychází z romantismu 19. století a odmítnutí racionalismu a scientismu ve prospěch mýtu o zlatém věku ztotožňovaném se středověkou Svatou říší římskou, jež měla představovat ideální Německo, v němž je celá společnost organizována podle harmonického hierarchického řádu. Cílem hnutí bylo „národní znovuzrození“ inspirované tradicemi starověkých Germánů. Toho mělo být dosaženo buď skrze „germanizaci“ křesťanství či oživením germánského předkřesťanského náboženství. Esoterické hnutí zvané ariosofie bylo založeno právě na myšlenkách völkisch kombinovaných s theosofií.
Hnutí je často spojováno s konzervativní revolucí – širším národně konzervativním hnutím, jež bylo na vzestupu během Výmarské republiky. Kromě toho že ovlivnilo nacismus, jeho myšlenky se projevily i v různých hnutích vzniklých po druhé světové válce, například revolučním nacionalismu, Nové pravici či neonacismu. K hnutí naležela například Deutschvölkische Freiheitspartei, „Německá lidová strana svobody“ založená v roce 1922, jež se v roce spojila s právě zakázanými nacisty do Nationalsozialistische Freiheitsbewegung, „Národně sociálního hnutí svobody“.